# Volkhard Huth
Volkhard Rainer Huth (* 16. August 1959 in Rüsselsheim) ist ein deutscher Historiker. Er lehrt als Hochschullehrer an der Albert-Ludwigs-Universität Freiburg und (seit 2012) an der TU Darmstadt. In der Forschung beschäftigt sich Huth mit der Geschichte der Wissensvermittlung, der Genealogie, der Landesgeschichte sowie der politischen Symbolik in Mittelalter und früher Neuzeit.

## Biographie
Huth legte 1978 sein Abitur ab. Von 1980 bis 1984 studierte er Geschichtswissenschaften und Germanistik an der Universität Freiburg sowie an der Katholischen Universität Löwen. Im Anschluss an das Examen 1985 arbeitete er für die Stadtverwaltung Donaueschingen und gab zudem Kurse an der örtlichen Volkshochschule. 1989 wurde er an der Universität Freiburg mit einer Arbeit zur Geschichte der Stadt Donaueschingen bei Karl Schmid zum Dr. phil. promoviert. In Freiburg war er in den folgenden vier Jahren Postdoktoranden-Stipendiat der Deutschen Forschungsgemeinschaft. Im Zuge dessen begann Huth 1992 seine Lehrtätigkeit in Freiburg und verbrachte 1993/94 als Stipendiat am Deutschen Historischen Institut Paris. Zudem befasste er sich im Rahmen des von der Volkswagenstiftung für die Expo 2000 angelegten Projekts „Die Welt im Jahre 1000“ mit dem Schwerpunkt „Europa-Byzanz“.
Nach seiner Habilitation 2001 in Freiburg folgten mehrere Lehraufträge als Gastdozent oder Lehrstuhlvertretung an den Universitäten Basel, Heidelberg und Zürich. Für seine Habilitationsschrift zum Augustiner-Chorherrenstift Marbach erhielt er 2004 den Stauferpreis der Stauferstiftung Göppingen. Des Weiteren arbeitete er von 2003 bis 2005 als Fachdozent für das Institute for the International Education of Students. Seit 2006 leitet Huth hauptberuflich das Institut für Personengeschichte in der Stadt Bensheim. 2007 wurde er in Freiburg zum außerplanmäßigen Professor ernannt; 2012 ebenfalls an der Technischen Universität Darmstadt.

## Auszeichnungen
- 2004: Stauferpreis der Stauferstiftung Göppingen

## Publikationen (Auswahl)
- Donaueschingen – Stadt am Ursprung der Donau. Ein Ort in seiner geschichtlichen Entwicklung. Thorbecke, Sigmaringen 1989, ISBN 3-7995-4120-9. (zugleich Dissertation)
- mit Ewald M. Hall (Hrsg.): Aasen. Beiträge zur Geschichte eines alten Baardorfes. Donaueschingen 1996.
- Zeit ist mit dem Himmel entstanden: auf den Spuren archaischer Zeitauffassung. Universitäts-Verlag Konstanz, Konstanz 2003, ISBN 3-87940-785-1.
- Staufische „Reichshistoriographie“ und scholastische Intellektualität: Das elsässische Augustinerchorherrenstift Marbach im Spannungsfeld von regionaler Überlieferung und universalem Horizont. Thorbecke, Ostfildern 2004, ISBN 3-7995-4265-5. (zugleich Habilitationsschrift)
- mit R. Johanna Regnath (Hrsg.): Die Baar als Königslandschaft. Alemannisches Institut Freiburg i. Br., Ostfildern 2010, ISBN 978-3-7995-0851-3.